# 날쥐
날쥐 또는 남아프리카뜀토끼(Pedetes capensis)는 날토끼, 뜀토끼, 뛰는토끼로도 불리지만, 실제로는 토끼가 아니고 설치류의 일종이다. 뜀토끼과의 유일속 뜀토끼속에 속하는 현존하는 2종의 하나로 남아프리카의 토착종이다. 이전에는 뜀토끼속의 단형종으로 간주했지만, 날쥐에 속했던 동아프리카뜀토끼(P. surdaster)가 별도의 종으로 분리되었다. 겉모습은 서로 유사하지만, 계통유전학적 분석 결과를 통해 다른 종으로 확인되었다.